# Campeonato de Irlanda de Rugby 2022-23
El Campeonato de Rugby de Irlanda (oficialmente All-Ireland League) de 2022-23 fue la trigésimo segunda edición del principal torneo de rugby de la Isla de Irlanda, el torneo que agrupa a equipos tanto de la República de Irlanda como los de Irlanda del Norte.

## Sistema de disputa
Cada equipo disputó encuentros frente a cada uno de los rivales de local y de visita, totalizando 18 partidos cada uno.
Luego de la fase regular los cuatro mejores clasificados disputaron una semifinal enfrentándose el primer clasificado frente al cuarto y el segundo frente al tercero.
El equipo que al terminar en el último puesto desciende directamente a la segunda división, mientras que el penúltimo disputará la promoción frente al subcampeón de la segunda división.
Puntuación
Para ordenar a los equipos en la tabla de posiciones se los puntuará según los resultados obtenidos.
- 4 puntos por victoria.
- 2 puntos por empate.
- 0 puntos por derrota.
- 1 punto bonus por ganar haciendo 3 o más tries que el rival.
- 1 punto bonus por perder por siete o menos puntos de diferencia.

## Fase regular
| Pos. | Equipo            | Encuentros | Encuentros | Encuentros | Encuentros | Tantos | Tantos | Tantos | PB | PB | Puntos |
| Pos. | Equipo            | PJ         | PG         | PE         | PP         | F      | C      | Dif    | BO | BD | Puntos |
| ---- | ----------------- | ---------- | ---------- | ---------- | ---------- | ------ | ------ | ------ | -- | -- | ------ |
| 1.º  | Clontarf          | 18         | 15         | 0          | 3          | 515    | 348    | +167   | 14 | 2  | 76     |
| 2.º  | Terenure College  | 18         | 14         | 0          | 4          | 566    | 282    | +284   | 11 | 4  | 71     |
| 3.º  | Cork Constitution | 18         | 13         | 1          | 4          | 495    | 425    | +70    | 12 | 3  | 69     |
| 4.º  | Young Munster     | 18         | 11         | 0          | 7          | 395    | 337    | +58    | 4  | 5  | 53     |
| 5.º  | Ballynahinch RFC  | 18         | 10         | 0          | 8          | 350    | 337    | +13    | 5  | 1  | 46     |
| 6.º  | Dublin University | 18         | 6          | 1          | 11         | 489    | 466    | +23    | 9  | 7  | 42     |
| 7.º  | Lansdowne         | 18         | 6          | 0          | 12         | 428    | 465    | -37    | 10 | 5  | 39     |
| 8.º  | UCD               | 18         | 6          | 0          | 12         | 418    | 525    | -107   | 9  | 5  | 38     |
| 9.º  | Shannon RFC       | 18         | 6          | 0          | 12         | 383    | 511    | -128   | 7  | 3  | 34     |
| 10.º | Garryowen         | 18         | 2          | 0          | 16         | 299    | 642    | -343   | 2  | 2  | 12     |

## Fase final

### Semifinales
| 22 de abril de 2023 | Clontarf RFC | 13 - 12 | Young Munster |  |  |

| 22 de abril de 2023 | Terenure College RFC | 30 - 12 | Cork Constitution FC |  |  |

### Final
| 7 de mayo de 2023 | Clontarf RFC | 24 - 50 | Terenure College RFC |  |  |

| Bandera de Irlanda           |
| Campeón Terenure College RFC |
| Primer título                |

## Repechaje

### Semifinales
| 22 de abril de 2023 | Shannon RFC | 24 - 6 | Old Wesley |  |  |

| 22 de abril de 2023 | Old Belvedere | 17 - 19 | Highfield |  |  |

### Final
| 6 de mayo de 2023 | Shannon RFC | 32 - 12 | Highfield |  |  |

- Shannon mantiene la categoría para la próxima temporada.